# Hiwi

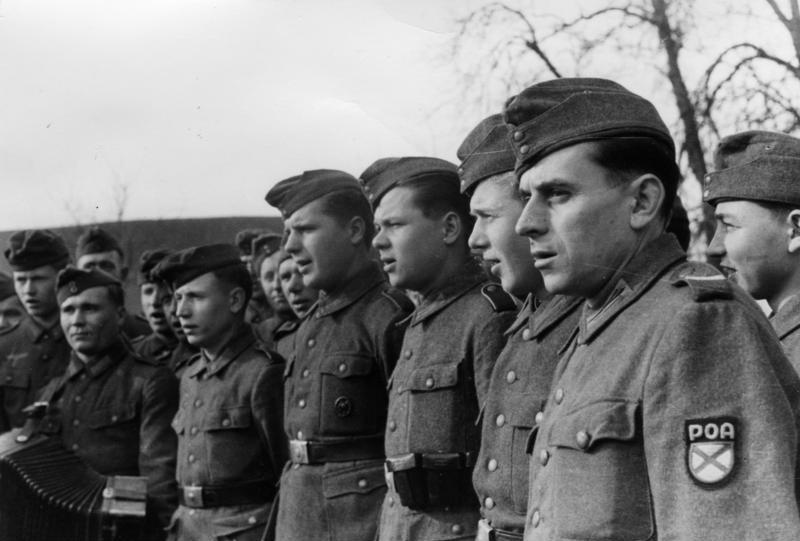
Soldados hiwis soviéticos del Ejército Ruso de Liberación al servicio de Alemania, en 1944.

Hiwi es la abreviación del término alemán Hilfswillige, que significa ‘auxiliar voluntario’. A raíz de la Operación Barbarroja durante la Segunda Guerra Mundial, el término Hiwis adquirió un significado negativo. Entre septiembre de 1941 y julio de 1944 las SS comenzaron el entrenamiento y despliegue de fuerzas auxiliares colaboracionistas, reclutadas directamente de los campos de prisioneros soviéticos, para prestar servicio junto a las fuerzas alemanas en el Gobierno General y las zonas ocupadas de la Unión soviética.
La palabra sigue siendo utilizada hoy en día en Alemania (bajo la forma Hilfswissenschaftler), pero ha pasado a ser usada para referirse a un científico subalterno que trabaja a tiempo parcial.

## Historia
En muchos casos el hiwi era un prisionero de guerra soviético que ofrecía sus servicios a sus captores alemanes, ayudando en pequeñas tareas de administración de un campo de prisioneros o trabajando como asistente de confianza de los guardias germanos. En todos los casos, un rasgo típico del hiwi era el carácter voluntario de su ayuda, lo cual le distingue de los prisioneros soviéticos forzados a trabajar para los alemanes. 
En otros casos, el hiwi era un soldado del Ejército Rojo que por discrepancias de cualquier tipo con sus jefes (políticas o personales), o en busca de un mejor nivel de vida, desertaba de sus filas y se pasaba al bando enemigo. Así, por ejemplo, en la Batalla de Stalingrado, los mandos soviéticos tenían fama de crueles con sus propias tropas por lo que muchos soldados rasos del Ejército Rojo  huyeron de sus líneas para unirse a los alemanes. En otros casos se trataba de civiles soviéticos que voluntariamente formaban guerrillas «antipartisanas» para colaborar con las autoridades militares alemanas de ocupación, o que se enrolaban directamente en la Wehrmacht como sucedió con diversos soldados y suboficiales de origen cosaco. Una gran cantidad de hiwis fue capturada por tropas soviéticas durante la lucha en Stalingrado, después de la Operación Urano. La mayoría fueron ejecutados sumariamente por traición.
El hiwi, durante la guerra, era en general bien tratado por sus jefes alemanes al punto de disfrutar muchos de ellos de la vestimenta y raciones de alimentos propias de un soldado raso de la Wehrmacht. La función esencial del hiwi era colaborar con las tropas alemanas en las tareas pesadas, servicios domésticos, y funciones auxiliares como transporte o vigilancia, dejando libre de este trabajo a soldados alemanes. Inclusive, en las últimas fases de la lucha, los hiwis se prestaban como voluntarios para ayudar en medio de los combates o en operaciones de sabotaje. 
Si bien Adolf Hitler estuvo en un principio en contra de aceptar la ayuda de desertores soviéticos dentro de las filas alemanas, el pragmatismo terminó por imponerse en las situaciones más desesperadas, y después de la derrota alemana en la batalla de Kursk a mediados de 1943, los comandantes alemanes en el frente soviético aceptaron sin mayor reparo ideológico el apoyo de los hiwis, urgidos de dejar libre la mayor cantidad de soldados alemanes para el combate. De hecho, cuando Heinrich Himmler inspiró a fines de 1944 la creación del Ejército Ruso de Liberación o ROA al mando del exgeneral soviético Andréi Vlásov para que luchara al lado del Tercer Reich, la casi totalidad de los reclutas de esta fuerza eran hiwis que llevaban varios años de servicio en favor de Alemania.
Los hiwis de origen soviético que cayeron prisioneros al terminar la guerra en mayo de 1945 fueron puestos en manos de los soviéticos por los mismos aliados estadounidenses, británicos y franceses, y en su mayoría fueron ejecutados sumariamente o bien enviados al Gulag acusados colectivamente de «traición a la URSS», como sucedió con los cosacos capturados por tropas británicas y entregados al Ejército Rojo en la Operación Keelhaul. Sólo una pequeña cantidad de ellos pudo evadir la captura y posterior deportación a la URSS, ocultando sus identidades o fingiendo una nacionalidad diferente a la soviética.